# Západočeský krajský přebor 1971/1972
V soubojích Západočeského krajského přeboru 1971/72 (jedna ze skupin 5. nejvyšší fotbalové soutěže) se utkalo 14 týmů dvoukolovým systémem podzim – jaro. Tento ročník skončil v červnu 1972. 

## Výsledná tabulka
Zdroj:
| Poř. | Tým                        | Z  | V  | R  | P  | VG | OG | B  |
| ---- | -------------------------- | -- | -- | -- | -- | -- | -- | -- |
| 1.   | TJ Sokol Staňkov           | 26 | 18 | 4  | 4  | 50 | 22 | 40 |
| 2.   | TJ Slavia Karlovy Vary „B“ | 26 | 17 | 3  | 6  | 54 | 33 | 37 |
| 3.   | TJ Dynamo ZČE Plzeň (S)    | 26 | 16 | 4  | 6  | 48 | 29 | 36 |
| 4.   | VTJ Dukla Domažlice        | 26 | 13 | 6  | 7  | 44 | 37 | 32 |
| 5.   | TJ Škoda Ostrov            | 26 | 11 | 7  | 8  | 38 | 29 | 29 |
| 6.   | TJ Sokol Postřekov (N)     | 26 | 12 | 5  | 9  | 44 | 35 | 29 |
| 7.   | VTJ Dukla Kralovice        | 26 | 11 | 5  | 10 | 40 | 40 | 27 |
| 8.   | TJ Stará Role              | 26 | 7  | 10 | 9  | 38 | 38 | 24 |
| 9.   | ČL Tachov (N)              | 26 | 8  | 8  | 10 | 36 | 40 | 24 |
| 10.  | TJ Tatran Sušice           | 26 | 9  | 3  | 14 | 39 | 44 | 21 |
| 11.  | TJ Baník Stříbro (N)       | 26 | 6  | 7  | 13 | 24 | 42 | 19 |
| 12.  | TJ RH Cheb „B“             | 26 | 7  | 4  | 15 | 31 | 59 | 18 |
| 13.  | TJ Baník Svatava           | 26 | 6  | 2  | 18 | 34 | 51 | 14 |
| 14.  | TJ Baník Sulkov            | 26 | 5  | 4  | 17 | 32 | 53 | 14 |

Poznámky:
- Z = Odehrané zápasy; V = Vítězství; R = Remízy; P = Prohry; VG = Vstřelené góly; OG = Obdržené góly; B = Body; (S) = Mužstvo sestoupivší z vyšší soutěže; (N) = Mužstvo postoupivší z nižší soutěže (nováček)

|  | Postup do Divize A 1972/73             |
|  | Sestup do příslušné I. A třídy 1972/73 |